# Cipriano Artusini
Cipriano Artusini fue un monje camaldulense, matemático y escritor, natural de Ravena, Italia, fallecido en 1654.
Don Cipriano, monaco camaldolese, architteto e matematico insigne su creato da Innosenzo X, abate di Sassoferrato ove mori. La storia ravennale non ci recorda altra di questa familia. Lo stemma degli Artusini ha sei stelle dorate in campo turchino (cita de Primo Uccellini "Diccionario Histórico de Rávena", 1855).

## Biografía
Cipriano nació en Ravena, de antigua familia cuyo origen de dicha Casa esta en "Cambio", por el 1200, cuyos hijos fueron "Artusino" y "Uomo", y posteriormente, con "Cambio II", la línea se prolongó hasta 1700, y algunas personas distinguidas de la citada familia, los siguientes:
- Por 1300:
  - "Ostario", quien intervino como procurador del arzobispado en un Concilio en Rávena
  - "Giacomo" quien consiguió en enfiteusis el Priorato de Santa María
- Por 1400:
  - "Omitiolo", quien fue Señor de Rávena
  - "Bernardino", quien recibió la dignidad de caballero por Federico III
- Por 1500:
  - "Mario", quien se distinguió en la ciencia legal
  - "Antonio", fue jurisconsulto, poeta y orador, distinguido con el título de caballero, y dejó algunas rimas, "Rime nella mia Raccoltta"

Cipriano vistió el hábito monástico Camaldulense en el monasterio de Classe, y después de haber finalizado sus estudios de filosofía y teología, se aplicó a las ciencias de las matemáticas, en el que hizo grandes progresos, especialmente aplicadas a la arquitectura.
Bajo los papas Urbano VIII y Inocencio X fue declarado "Matemático Pontificio" y recibió el encargo de reparar el muro de Roma, y posteriormente fue declararado abate y mientras gobernaba el monasterio de Sassoferrato, falleció en 1654 (el abate teólogo privilegiado perpetuo de los Canónigos Regulares de Letrán, Severino Pasolini, autor de "Huomini illustri di Ravenna antica", Bolonia, Pier-Maria Monti, 1703, dice que murió en 1658).
Cipriano escribió una obra de arquitectura militar, no impresa, manuscrita, y decir que en el siglo XVII se publicaron varias obras militares anónimas como "Escuela de Pallas", o con autor sin imprimir, quedando manuscritas, como la de Cipriano, u otros autores como el abate de "Canonici Lateranensi", Luigi Figino Milanese, que dejó un manuscrito en 4º "Compendio delle fortificazioni", en la Biblioteca de Milán, o Domenico d'Aulisio Napolitano, doctor de ambos derechos, y lector de derecho civil en la Universidad de Nápoles, quien por orden de Carlos II escribió dos volúmenes en 4º "Dell'Architettura civile, e militare".

## Obras
- Nuovo modo di ritrovare il tempo, in cui fa la Luna perpetuamente, Bologna, 1642.
- Effemeride perpetua
- De architectura militari e domestica

Hablaron elogiosamente de Cipriano y sus obras algunos autores, como Girolamo Fabri (1627-1679), teólogo, doctor en ambos derechos, protonotario apostólico en su obra "Ravenna ricertata", Bologna: G. Recaldini, 1678, el citado anteriormente Serafino Pasolini (1649-1715), en "Lustri Ravennati", Bologna, G. Marti, 1678-89, 5 vols. o por Magnoald Ziegelbaur (1696-1750), erudito benedictino, profesor de filosofía y teología en el monasterio de Zwiefalt, teólogo en el monasterio de Reichenau, autor de "Centifolium Camaldulense", Farnborough: Gregg P., 1967 y de "Historia rei literariae ordinis S. Benedicti", Augustae: M. Veith, 1754, 4 vols.